# Brachyachne
Brachyachne cho tới năm 2015 từng được coi là một chi thực vật có hoa trong họ Hòa thảo (Poaceae); nhưng hiện nay đã bị chia tách với nhóm các loài lõi (có quan hệ họ hàng gần với loài điển hình) được coi là thuộc chi Cynodon và phần còn lại được xếp trong chi mới Micrachne.

## Lịch sử phân loại
Năm 1883, George Bentham chia chi Cynodon thành 2 tổ (sectio):
- Fibichia: Gồm 1 loài phân bố rộng khắp thế giới là Cynodon dactylon, dẫn chiếu tới trang 37-38 sách Essai d'une Nouvelle Agrostographie phát hành năm 1812 của Palisot de Beauvois;[5] và
- Brachyachne: Gồm 3 loài ở Australia là C. tenellus, C. convergens và C. ciliaris; được mô tả năm 1878 trong tập 7 sách Flora australiensis của chính ông.[6]

Năm 1917, Otto Stapf nâng cấp tổ Brachyachne thành chi Brachyachne, nhưng chỉ đưa ra khóa nhận dạng chi này so với chi Cynodon mà thôi. Năm 1922, Stapf mô tả loài Brachyachne fulva ở vùng nhiệt đới châu Phi và cho rằng nó có quan hệ gần với Brachyachne convergens (tổ hợp tên gọi mới cho C. convergens).
Năm 2015, Peterson et al. nhận thấy rằng Brachyachne không là đơn ngành, với loài điển hình Brachyachne convergens và các đồng minh ở Australia lồng sâu trong chi Cynodon, trong khi các loài Brachyachne ở châu Phi tạo thành một nhóm đơn ngành có quan hệ chị-em với tổ hợp Eustachys + Chrysochloa + Stapfochloa + Cynodon. Vì thế, các tác giả đã thiết lập chi mới là Micrachne để bao gồm các loài châu Phi này, với M. fulva là loài điển hình của chi mới thiết lập này.

## Các loài
Chi Brachyachne tới năm 2015 bao gồm các loài:
- Chuyển về Cynodon:
  - Brachyachne ambigua Ohwi, 1947 = Cynodon ambiguus (Ohwi) P.M.Peterson, 2015: Java, New Guinea.
  - Brachyachne ciliaris (Kuntze) C.E.Hubb., 1934 = Cynodon simonii P.M.Peterson, 2015 (tổ hợp tên gọi mới, do C. ciliaris đã bị chiếm chỗ trước): Australia.
  - Brachyachne convergens Stapf, 1922 = Cynodon convergens F.Muell., 1873: Australia.
  - Brachyachne prostrata C.A.Gardner & C.E.Hubb., 1938 = Cynodon prostratus (C.A.Gardner & C.E.Hubb.) P.M.Peterson, 2015: Australia.
  - Brachyachne tenella (R.Br.) C.E. Hubb., 1934 = Cynodon tenellus R.Br., 1810: Java, New Guinea, miền bắc Australia.
- Chuyển sang chi mới Micrachne:
  - Brachyachne fulva Stapf, 1922 = Micrachne fulva (Stapf) P.M.Peterson, 2015: Angola, CHDC Congo, Malawi, Tanzania, Zambia, Zimbabwe.
  - Brachyachne obtusiflora (Benth.) C.E.Hubb., 1933 = Micrachne obtusiflora (Benth.) P.M.Peterson, 2015: Châu Phi nhiệt đới.
  - Brachyachne patentiflora (Stent & J.M.Rattray) C.E.Hubb., 1933 = Micrachne patentiflora (Stent & J.M.Rattray) P.M.Peterson, 2015: Châu Phi nhiệt đới.
  - Brachyachne pilosa Van der Veken, 1958 = Micrachne pilosa (Van der Veken) P.M.Peterson, 2015: CHDC Congo.
  - Brachyachne simonii Kupicha & Cope, 1985 = Micrachne simonii (Kupicha & Cope) P.M.Peterson, 2015: Zambia.